# Cirrhilabrus wakanda
Cirrhilabrus wakanda là một loài cá biển thuộc chi Cirrhilabrus trong họ Cá bàng chài. Loài này được mô tả lần đầu tiên vào năm 2019.

## Từ nguyên
Từ định danh wakanda được đặt theo tên gọi của Wakanda, một quốc gia hư cấu ở Đông Phi, là quê hương của siêu anh hùng Black Panther, cũng như loài cá mới này, không được thế giới biết đến trong một thời gian dài.
Tên thông thường dành cho C. wakanda là Vibranium fairy wrasse, trong đó vibranium là một thứ kim loại quý hiếm và chỉ được tìm thấy ở xứ Wakanda, là vật liệu làm nên trang phục của Black Panther, hàm ý đề cập đến lớp vảy cá màu tím của loài này.

## Phạm vi phân bố và môi trường sống
C. wakanda hiện chỉ được biết đến tại bờ biển phía đông của đảo Zanzibar (thuộc Tanzania). C. wakanda sinh sống tập trung gần các rạn san hô được bao phủ bởi rhodolith (một loại tảo đỏ có lớp vỏ hóa vôi giống với san hô cứng) và bọt biển, được tìm thấy ở độ sâu khoảng 50–80 m.

## Mô tả
Chiều dài lớn nhất được ghi nhận ở C. wakanda là 7 cm (thuộc về mẫu định danh). Cá đực và cá cái có kiểu hình khá giống nhau. Cơ thể của cả hai giới có màu tím nhạt đến tím phớt hồng, tím thẫm hơn ở lớp vảy cá trên thân. Ở cá đực, đầu của chúng có màu vàng hơi nâu (vùng dưới đầu màu hồng nhạt, gần như trắng). Mống mắt màu vàng tươi. Vây lưng và vây hậu môn màu tím lam, chuyển sang màu đỏ tía ở phần vây gần rìa; cả hai vây này đều có viền màu xanh lam óng ở rìa. Vây đuôi trong suốt phớt xanh, bo tròn ở cá cái nhưng có hình mũi giáo ở cá đực, có các sọc hình chữ V màu xanh óng. Vây bụng trong suốt hoặc trong mờ với màu đỏ tía. Vây ngực trong suốt, phớt hồng.
Số gai ở vây lưng: 11; Số tia vây ở vây lưng: 9; Số gai ở vây hậu môn: 3; Số tia vây ở vây hậu môn: 9; Số tia vây ở vây ngực: 14–15; Số gai ở vây bụng: 1; Số tia vây ở vây bụng: 5; Số lược mang: 16–18.

## Phân loại học
C. wakanda được xếp vào nhóm phức hợp loài Cirrhilabrus jordani dựa trên các nghiên cứu hình thái học và sinh học phân tử.